# Acartiella keralensis
Acartiella keralensis is een eenoogkreeftjessoort uit de familie van de Acartiidae. De wetenschappelijke naam van de soort is voor het eerst geldig gepubliceerd in 1969 door Wellershaus.